# جبل مياه دجيدف رع

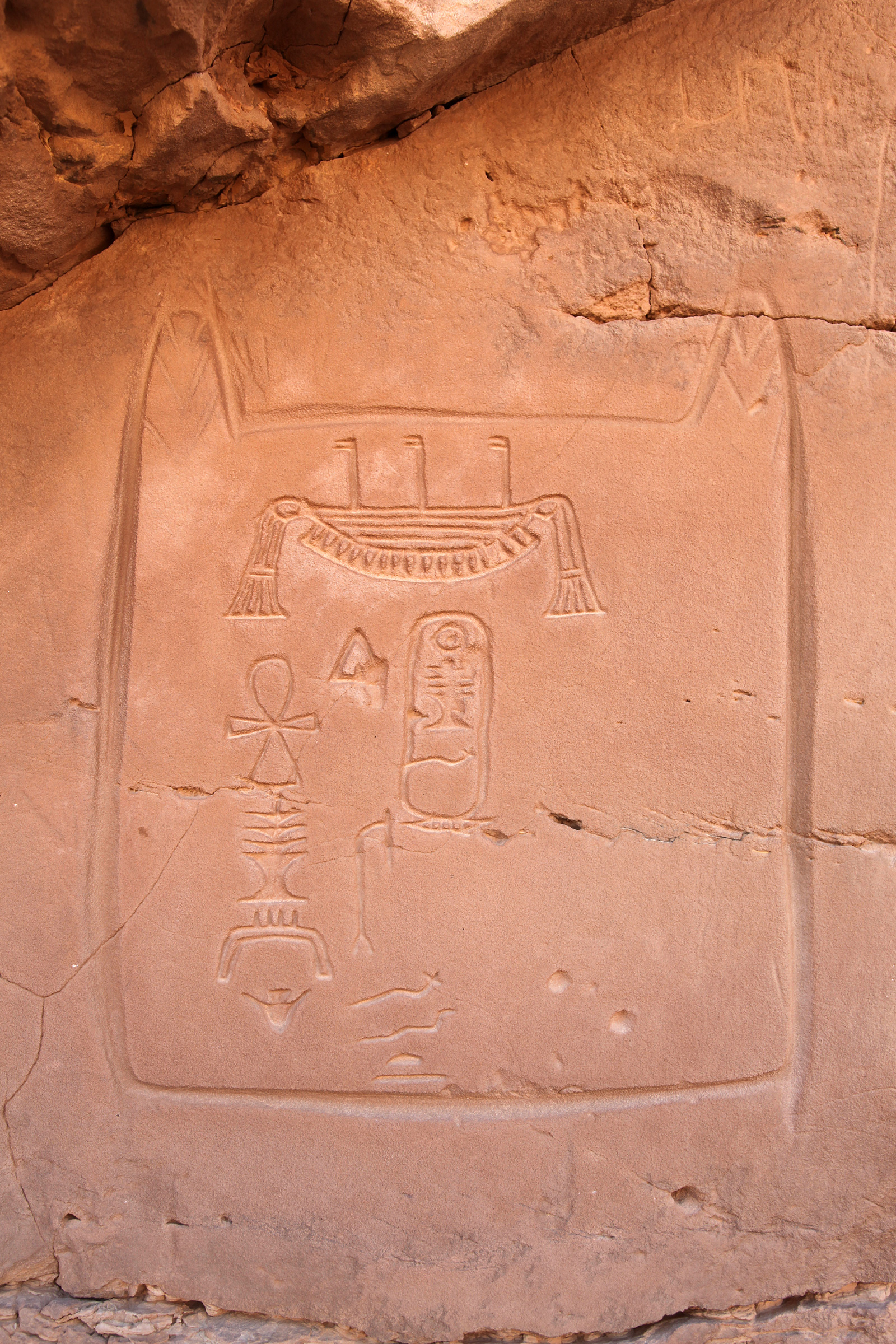

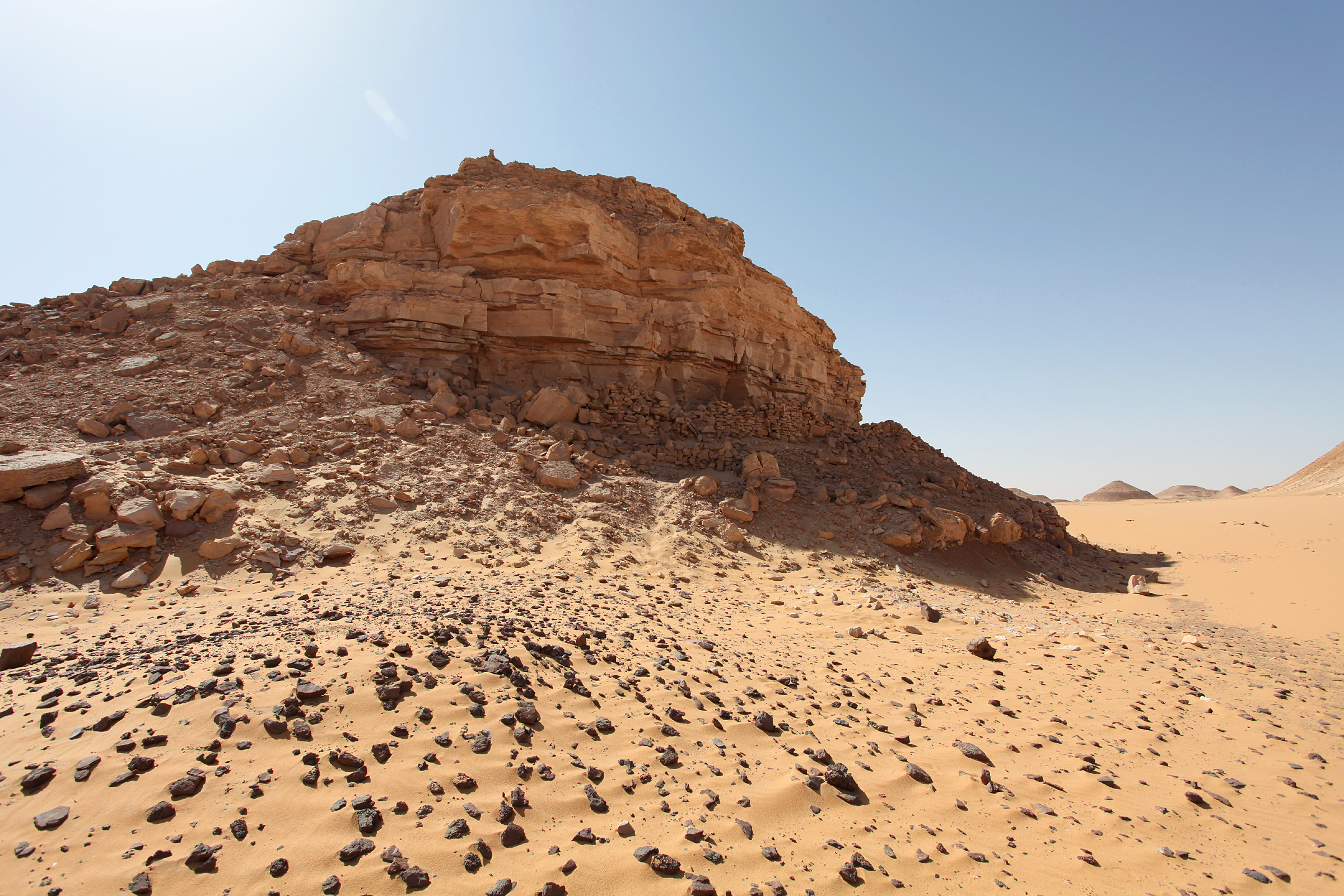

جبل مياه دجيدف رع (المعروف باسم جبل الديمانتويد أو منطقة U-13 في السجلات الأثرية) هو موقع أثري هام في الصحراء الشرقية بمصر. يقع على بعد 85 كم غرب مدينة قنا، وفقًا لتقارير الهيئة العامة للمساحة المصرية (2020).

## الأهمية الأثرية
كشفت الحفريات التي قام بها المجلس الأعلى للآثار بين 2017-2019 عن:
- محطة استراحة ملكية بمساحة 1200 م²
- نظام تخزين متطور يتكون من 12 غرفة
- شبكة قنوات لتجميع المياه الجوفية
- 7 لوحات حجرية تحمل نقوشًا هيروغليفية
- تماثيل لحيوانات مقدسة خاصة بـأنوبيس وحورس

## النشاط الاقتصادي والتاريخي
يشهد الموقع على أنشطة مكثفة خلال الأسرة الرابعة:
- استخراج حجر الديمانتويد الأخضر النادر
- مناجم الفيروز والملاكيت التي ورد ذكرها في برديات وادي الجرف
- أفران صهر تعود لعصر خوفو (تحليل كربون-14، جامعة القاهرة 2020)[3]
- نقوش تذكر 22 بعثة تعدين في عهد دجيدف رع[4]

## البعثات العلمية
أهم الأبحاث الميدانية الحديثة:
1. بعثة جامعة ليدن (2018): توثيق 142 نقشًا هيروغليفيًا
2. مشروع المعهد الفرنسي للآثار الشرقية (2019): مسح جيولوجي وأثري شامل
3. بعثة مصرية-ألمانية مشتركة (2022-2023): دراسة أنظمة إدارة المياه

## جهود الحفظ
يواجه الموقع تحديات خطيرة:
- تآكل 23% من النقوش منذ 1980 (تقرير اليونسكو 2021)
- 47 حالة تنقيب غير مشروع سُجلت بين 2018-2022[7]
- مشاريع الحفظ الجارية:

```
 - مشروع التغطية الواقية (
الاتحاد الأوروبي
 2023)
 - التوثيق الرقمي ثلاثي الأبعاد (
مكتبة الإسكندرية
 2022)
[
8
]
```

## وصلات خارجية
- مشروع المعهد الألماني للآثار
- تقرير المعهد الفرنسي للآثار الشرقية
- ملف الموقع في قائمة اليونسكو التمهيدية